# 東武集團

東武集團標誌

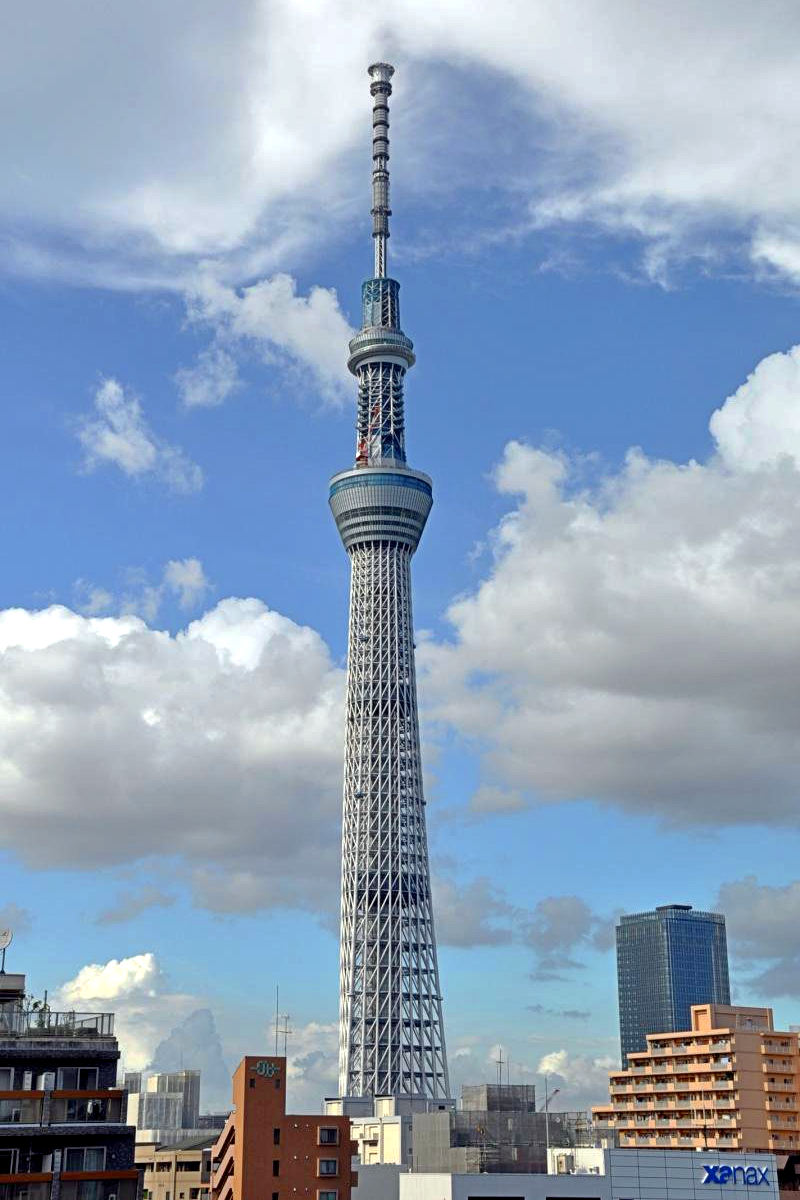
東武集團的象徵東京晴空塔

東武集團（日语：／）是以東武鐵道為中心的日本企業集團，也稱「東武鐵道集團」。2013年11月1日為止的所屬企業達95間。

## 概要
母公司為東武鐵道株式會社（東京都墨田區），分為住宅產業、流通產業、休閒產業、交通產業四大部門。2006年集團營收（9,312億日圓）比率為流通39.0%，交通26.8%（含東武鐵道），住宅22.2%，休閒12.0%。此外，在集團成員中，東武鐵道與東武百貨店的營收達2千億日圓。

## 住宅產業
- 株式會社東武能源管理（東武エネルギーマネジメント）（東京都墨田區）
- 錦糸町熱供給株式會社（東京都墨田區）
- 西池袋熱供給株式會社（東京都豐島區）
- 東武開發株式會社（東京都墨田區）
- 東武預拌混凝土運送（東武生コン運送）株式會社（栃木縣足利市）
- 東武建設（日语：東武建設）株式會社（栃木縣日光市）
- 東武イマリン株式會社（栃木縣日光市）
- 東武共享服務（東武シェアードサービス）株式會社（東京都墨田區）
- 東武土地建物株式會社（東京都墨田區）
- 東武城晴空街道株式會社（東京都墨田區）
- 東武電設工業株式會社（東京都墨田區）
- 東武大廈管理（日语：東武ビルマネジメント）株式會社（東京都墨田區）
- 日本停車塔服務（日本パーキングビルサービス）株式會社（東京都豐島區）
- 株式會社東武保險服務（東武保険サービス）（東京都墨田區）
- 東武谷內田建設株式會社（東京都墨田區）
- 東武綠地株式會社（東京都墨田區）

## 流通產業
- 株式會社東武Store（日语：東武ストア）（東京都板橋區）- 權益法適用公司。最大股東為丸紅
- 株式會社宇都宮停車服務（宇都宮パーキングサービス）（栃木縣宇都宮市）
- 株式會社東武就業服務（東武キャリアサービス）（栃木縣宇都宮市）
- 東榮產業株式會社（栃木縣宇都宮市）
- 東武商事（日语：東武商事）株式會社（東京都墨田區）
- 東武食品服務（東武食品サービス）株式會社（東京都豐島區）
- 東武食品系統（東武フードシステム）株式會社（東京都豐島區）
- 株式會社東武警備協助（東武警備サポート）（東京都豐島區）
- 株式會社東武食品（東武フーズ）（東京都板橋區）
- 株式會社東武藥妝（日语：トウブドラッグ）（埼玉縣越谷市）
- 株式會社Com East（コム・イースト）（東京都豐島區）

### 東武百貨店集團
- 株式會社東武百貨店（東京都豊島區）
- 株式會社東武宇都宮百貨店（日语：東武宇都宮百貨店）（栃木縣宇都宮市）
- 株式會社東武卡片業務（東武カードビジネス）（東京都豐島區）
- 株式會社Gump's International（ガンプス・インターナショナル）（東京都豐島區）
- 株式會社總合停車服務（総合パーキングサービス）（千葉縣船橋市）
- 株式會社東武文化（東武カルチュア）（東京都豐島區）
- 株式會社東武保全（東武セキュリティ）（東京都豐島區）
- 株式會社東武友之會（東京都豐島區）
- 株式會社Nittei事業社（ニッテイ事業社）（東京都豐島區）
- 株式會社Fleur de Paris（フルール・ド・パリ）（東京都豐島區）

## 休閒產業
- 藏王纜車（日语：蔵王ロープウェイ）株式會社（山形縣山形市）
- 株式會社伊香保鄉村倶樂部（群馬縣澀川市）
- 城山鄉村（城山カントリー）株式會社（栃木縣足利市）
- 株式會社東武運動（東武スポーツ）（東京都墨田區）
- 株式會社東武典禮（東武セレモニー）（埼玉縣南埼玉郡宮代町）
- 東武塔晴空塔（日语：東武タワースカイツリー）株式會社（東京都墨田區）
- 株式會社旅遊服務（トラベルサービス）（東京都墨田區）
- 株式會社東武飯店管理（日语：東武ホテルマネジメント）（東京都墨田區）
- 株式會社東武飯店北海道（東京都墨田區）
- 仙台國際飯店（日语：仙台国際ホテル）株式會社（宮城縣仙台市青葉區）
- 東武土地系統（日语：東武ランドシステム）株式會社（東京都墨田區）
- 東武企業解決方案（東武ビジネスソリューション）株式會社（東京都墨田區）
- 東武房地產（東武プロパティーズ）株式會社（東京都墨田區）
- 東武休閒計劃（東武レジャー企画）株式會社（埼玉縣南埼玉郡宮代町）
- 日本租車東武（ニッポンレンタカー東武）株式會社（東京都墨田區） - 日本租車服務（日语：ニッポンレンタカーサービス）（NRS）特許經營企業。

### 東武興業集團
- 東武興業（日语：東武興業）株式會社（東京都墨田區）
- 谷川岳纜車（日语：谷川岳ロープウェー）株式會社（群馬縣利根郡水上町）
- 奧日光開發株式會社（栃木縣日光市）
- 東武高爾夫服務（東武ゴルフサービス）株式會社（東京都墨田區）
- 東武世界廣場株式會社（栃木縣日光市）

### 東武TOPTOURS集團
- 株式會社提拉米蘇控股（ティラミスホールディングス）（東京都墨田區）
- 株式會社東武TOPTOUR（日语：東武トップツアー）（東京都墨田區）
  - 株式會社TOPSTAFF（トップ・スタッフ）（東京都澀谷區）
- TOPTOUR EUROPE LIMITED（倫敦）
- TTA，INC．（加州）

## 交通產業（旅客運輸）
- 東武鉄道株式會社
- 株式會社Symphonia東武（日语：シンフォニア東武）（埼玉縣春日部市）
- 東武Intertech（日语：東武インターテック）株式會社（埼玉縣久喜市）
- 東武工程（日语：東武エンジニアリング）株式會社（東京都墨田區）
- 東武車站服務（日语：東武ステーションサービス）株式會社 （東京都墨田區）

### 朝日自動車集團（日语：朝日自動車グループ）
- 朝日自動車（日语：朝日自動車）株式會社（東京都墨田區）
- 朝日車輛維護（日语：朝日カーメンテナンス）株式會社（埼玉縣埼玉市北區）
- 茨城急行自動車（日语：茨城急行自動車）株式會社（埼玉縣北葛飾郡松伏町）
- 川越觀光自動車（日语：川越観光自動車）株式會社（埼玉縣比企郡滑川町）
- 關越交通（日语：関越交通）株式會社（群馬縣澀川市）
- 桐生朝日自動車（日语：桐生朝日自動車）株式會社（群馬縣桐生市）
- 金龍自動車交通（日语：金龍自動車交通）株式會社（東京都足立區）
- 國際十王交通（日语：国際十王交通）株式會社（埼玉縣熊谷市）
- 東北急行巴士（日语：東北急行バス）株式會社（東京都江東區）
- 日光交通（日语：日光交通）株式會社（栃木縣日光市）
- 阪東自動車（日语：阪東自動車）株式會社（千葉縣我孫子市）

### 東武巴士集團
- 東武巴士株式會社（東京都墨田區）
- 東武巴士東株式會社（千葉縣柏市）
- 東武巴士西株式會社（埼玉縣埼玉市北區）
- 東武巴士中央株式會社（東京都足立區）
- 東武巴士日光株式會社（栃木縣日光市）

### 東野交通集團
- 東野交通（日语：東野交通）株式會社（栃木縣宇都宮市）
- 株式會社東野整備（栃木縣宇都宮市）
- 那須交通株式會社（栃木縣大田原市）
- 八潮觀光巴士（日语：やしお観光バス）株式會社（栃木縣那須塩原市）

## 交通產業（貨物運輸）
- 東武Delivery（日语：東武デリバリー）株式會社（東京都足立區）

### 東武運輸集團
- 東武運輸株式會社（埼玉縣南埼玉郡宮代町）
- 株式會社群馬Logitem（群馬ロジテム）（栃木縣足利市）
- 株式會社埼玉Logitem（埼玉ロジテム）（埼玉縣北葛飾郡杉戶町）
- 嶋久運輸株式會社（千葉縣千葉市中央區）
- 株式會社東海Logitem（東海ロジテム）（靜岡縣袋井市）
- 東武物流服務（東武物流サービス）株式會社（群馬縣邑樂郡大泉町）
- 株式會社栃木Logitem（栃木ロジテム）（栃木縣栃木市）
- 富士通運株式會社（群馬縣館林市）

## 其他
- 一般財團法人（日语：一般財団法人）東武博物館（東京都墨田區）

## 過去的集團企業
- 東武計畫株式會社（東京都豐島區）
- 株式會社東武計畫技術中心（埼玉縣川越市）
- 株式會社東武計畫設計中心（東京都墨田區）
- 東日本總研株式會社（埼玉縣川越市）
- 東武Landsystem（日语：東武ランドシステム）株式會社（東京都墨田區）
- 藏王渡假村（蔵王リゾート）株式會社（山形縣山形市）
- 林友觀光株式會社（山形縣山形市）
- 松島灣遊覽船（日语：松島ベイクルーズ）株式會社（宮城縣塩竈市）
- 株式會社水戶Logitem（水戸ロジテム）（茨城縣水戶市）

### 其他企業所屬公司
- 東武瓦斯
  - 現為日本瓦斯的子公司，更名為東彩瓦斯（日语：東彩ガス）。
- 東武運輸栃木
- 東武運輸新潟
  - 上述2社在2004年以Privé企業再生集團（日语：プリヴェ企業再生グループ）的子公司合併為「東武運輸Privé」（東武運輸プリヴェ）。
- 會津高原ASTRAEA飯店（会津高原アストリアホテル）
  - 園為東武鐵道與地方自治體合資的第三部門事業，但2002年東武鐵道已進行募資。
- 過去存在的東武store店鋪

### 解散
- 株式會社東武Bridal（東武ブライダル）（群馬縣館林市）
  - 因債務於2008年9月30日解散。館林野鳥之森花園（現東武珍寶園（日语：ザ・トレジャーガーデン））等部分資產移交東武綠地管理。
- 株式會社東武通訊（東武コミュニケーションズ）（東京都墨田區）
  - 因激烈競爭利潤減少，2008年3月31日解散。事業轉讓給東武鐵道。
- 東武配送服務株式會社（東京都墨田區）
  - 2001年10月將業務移交給東武Delivery，2008年5月14日解散。
- 株式會社Nippon Rent-A-Car東武
  - 因債務，設立「Nippon Rent-A-Car東武株式會社」後解散。
- 株式會社銀座花
- TR Preferred Capital Limited（開曼群島）

等。

## 出資企業
- 以下不屬於東武集團。
  - 野岩鐵道株式會社
  - 會津鐵道株式會社
  - 秩父鐵道株式會社
  - 上毛電氣鐵道株式會社
  - 鬼怒高原開發株式會社（日语：鬼怒高原開発）
  - 埼玉新都市交通株式會社（第3大股東）
  - 關東鐵道 - 京成集團成員。

## 備註
1. ↑  東武鉄道公式サイト 的存檔，存档日期2012-02-21.による会社数

## 外部連結
- 東武集團｜東武鐵道 （页面存档备份，存于）